# Eugenio Orsatelli
Eugenio Orsatelli o Eugène (Cassano, 1768 – Pla d'Urgell, 1811) è stato un generale italiano dell'esercito napoleonico.

## Biografia
Nato in Corsica, entrò diciottenne nel reggimento Real Corso di Luigi XVI di Francia; allo scoppio della Rivoluzione entrò nell'esercito rivoluzionario, raggiungendo il grado di capitano.
Giunto in Italia, assunse il comando della 6ª Legione Cisalpina (1797) e poi della 1ª Mezza Brigata leggera cisalpina (1799), alla testa della quale si distinse alla difesa di Mantova.
Nel 1806 era comandante del 6º Reggimento di fanteria di linea italiano, all'interno della Divisione Italiana comandata da Domenico Pino; fu inviato in Spagna, dove si distinse nella conquista di Roses e in quella di Gerona. Nel 1810 fu promosso generale, ma l'anno successivo cadde a Pla, in Catalogna.